# Ил-2 Штурмовик
«Ил-2 Штурмови́к» — компьютерная игра в жанре авиасимулятора, разработанная российской компанией 1С: Maddox Games и изданная в России компанией 1С 23 ноября 2001 года (в том же году вышла в Европе, издатель Ubisoft). Поддержка, обновление графических элементов и выпуск дополнений продолжаются по настоящее время. Игра моделирует ведение боевых действий в небе в период с 1938 по 1946 годы.
По заявлениям некоторых представителей прессы и игровых изданий, «Ил-2 Штурмовик» не имеет себе равных. На момент выхода это была самая высокотехнологичная игра в своём жанре. «Ил-2 Штурмовик» привязан к наиболее широкомасштабным сражениям Великой Отечественной войны. Игра имеет множество наград от зарубежных и российских, электронных и печатных изданий, освещающих компьютерные игры.

## Геймплей
Игра разделена на восемь крупных кампаний: Львов, Смоленск, Москва, Сталинград, Кубань, Курск, Крым, Берлин.
Каждая кампания содержит специфический набор сценариев и миссий, зависящих как от выбранного типа самолёта, так и от стороны, которая выбрана игроком. Существует несколько типов кампаний, но базово можно выделить 3 типа — истребитель, штурмовик, бомбардировщик. Также каждый из этих 3 типов компаний сам может далее подразделяться на страну, за которую играет игрок и подразделение (например, играя за США игрок может далее выбирать одно из подразделений морской авиации или сухопутных войск). К примеру, лётчикам люфтваффе придётся сконцентрироваться на воздушных боях, перехвате бомбардировщиков противника и эскортировании самолётов, а пилоты Ил-2 в основном будут «работать» по наземным целям: уничтожать вражескую бронетехнику, разрушать мосты и ликвидировать аэродромы.
Помимо этого, в игре присутствует редактор миссий, позволяющий создавать собственные миссии (эти миссии можно объединять в кампании и играть по ним по сети). Редактор существует в игре в двух вариантах (тип редактора выбирается пользователем при его запуске из игры) — упрощённый и полный. В упрощённом редакторе можно за время даже вплоть от нескольких десятков секунд создать свою «миссию» (etc.), выставив соответствующие параметры на соответствующих позициях редактора (например (несколько параметров их множества возможных) — выбрать карту, типы и количество самолётов союзников и врагов, их вооружённость, уровень опыта их пилотов, цель, в какое время суток начинается миссия, погодные условия). В полном редакторе можно делать свои более специализированные, сложные и тоньше настроенные миссии. Возможности изменять саму карту нет, но также нет и ограничений по расстановке объектов. В редакторе доступны все типы самолётов и наземной техники, каждому подразделению можно задавать маршрут и цели. Более того, масштабность миссии зависит лишь от мощности компьютера. Можно увидеть в небе сотни самолётов одновременно при том, что на земле тоже будет происходить сражение.
В игре сначала было представлено 32 самолёта, включая немецкие и американские модели и их модификации, включая десять различных модификаций Ил-2. Базово в одной из последних версий игры было представлено 77 видов самолётов и более 75 типов наземной техники: танки, полевые орудия, зенитные батареи и даже мотоциклы. В редакторе игры есть возможность устанавливать на карту и другие объекты как природного так и искусственного происхождения. Также в игре есть несколько видов кораблей, что придаёт ей большую реалистичность и позволяет атаковать надводные и подводные объекты противника.
Все самолёты воссозданы по настоящим чертежам и документам, включая материалы НИИ ВВС. Русские, немецкие и американские лётчики (как времён Второй мировой войны, так и современные) внесли весомый вклад в создание игры. Во многом благодаря их консультациям команде разработчиков удалось создать такую реалистичную игру.
Одной из главных особенностей игры «Ил-2 Штурмовик» является реалистичность прорисовки расположения и типов наземных и надводных объектов. В противовес другим симуляторам, в которых населённые пункты обычно представляются монолитным блоком однотипных строений, в игре разнообразие зданий. Есть заметное соответствие игровых карт реальности, хотя часто несколько схематично (особенно заметно на примере дорог и «известных достопримечательностей»). Впервые в истории жанра присутствуют отдельные деревья, а не «геометрические» лесные массивы (лесные массивы изображают тандемы наложенных друг на друга текстур); но отдельных деревьев не так много, хотя в общем все зависит от конкретной «карты». Воздушное пространство хорошо проработано, есть смена погодных условий и времени. Облака в игре являются неплохим тактическим укрытием. Солнце также сделано в игре на приемлемом уровне. В то же время, по уровню детализации и приближенности к реальности земной поверхности на очень близком расстоянии (в «опасной близости» от земли) Ил-2 (в том числе и последняя версия) значительно уступает консольному аркадному симулятору Ace Combat 6: Fire of Liberation. То же самое справедливо и для консольной версии Ил-2: Крылатые хищники. Однако существуют графические модификации для компьютерной версии Ил-2, делающей изображение «видео реалистичным», а также меняющим (при желании) звуки в игре и др.
Реализован многопользовательский режим, есть возможность принять участие в массовом воздушном бою (до 80 человек одновременно, есть сервера, официально заявившие поддержку 128 игроков на одной карте) или же попробовать свои силы в специальных многопользовательских сценариях. Также есть возможность изменения окраски самолёта, нанесения опознавательных знаков и возможность смены камуфляжа и даже лица пилота. Кроме этого, «Ил-2 Штурмовик» поддерживает игровой сервис, предоставляемый сайтом GameSpyArcade и компанией Ubisoft.
В Ил-2 применена система дополнений, ранее нигде не использовавшаяся. Все дополнения можно условно разделить на «полноценные дополнения», кроме всего прочего, обновляющие и ядро игры до последней на момент выхода дополнения версии, и те, которые по сути являются подборками новых кампаний, карт, скинов самолётов и так называемых «летабельных крафтов» (самолётов, доступных для пилотирования игроку).

## Отзывы критиков
| Сводный рейтинг       | Сводный рейтинг |
| Агрегатор             | Оценка          |
| --------------------- | --------------- |
| GameRankings          | 90,65 %         |
| Metacritic            | 91 / 100        |
| «Критиканство»        | 95/100          |
| Иноязычные издания    |                 |
| Издание               | Оценка          |
| GameSpot              | 9,2 / 10        |
| IGN                   | 8,3 / 10        |
| Русскоязычные издания |                 |
| Издание               | Оценка          |
| Absolute Games        | 90 %            |
| PlayGround.ru         | 8,7/10          |
| «Игромания»           | 10/10           |
| «НИМ»                 | 9,6/10          |
| «Страна игр»          | 9,5 из 10       |

Авиасимулятор «Ил-2 Штурмовик» получил восторженные оценки игровых ресурсов и всеобщее признание игровых критиков.
Юрий Кузьмин из издания «Игромания» дал оценке игре 10/10, назвав игру «шедевром мирового значения» и лучшим авиасимулятором.
Hornet из AG.ru оценил игру на 90%, заявив, что данная игра является «вещью мирового уровня».

## Награды
В 2002 году журнал «Игромания» назвал «Ил-2 Штурмовик» лучшим симулятором и лучшей российской игрой 2001 года. Также игра стала лучшим симулятором года по версии Computer Games Magazine, Computer Gaming World и GameSpy. В 2007 году игра была включена в список «25 лучших игр для ПК всех времён» по версии сайта IGN.